# Свенська Олександра Михайлівна
Олександра Михайлівна Свенська (нар.. 26 березня 1950, сел. Ульянівка, Сумська область) — радянська й українська кіноактриса.

## Життєпис
Олександра Свенська народилась 1950 року у селищі Ульянівка на Сумщині.

У 1970 році вона закінчила Одеське музичне училище по класу труби (педагог О. Вайман). У 1973—1987 роках працювала електромеханіком в об'єднанні «Одеса-ліфт». Дебютувала в кінематографі в 1987 році, проте найбільш відома своїми ролями у фільмах режисера Кіри Муратової, починаючи з картини «Астенічний синдром» (1989). Як зазначала кінознавець Любов Аркус , 
 Здається, що в «Астенічному синдромі» тільки досконале володіння секретами ексцентрики, фарсу, гіньолю та лірики могло допомогти О. С. створити свого зворушливого монстра, потворно-прекрасну представницю багатомільйонного населення радянських провінцій. Здається, що в «Трьох історіях», втілюючи разом з Ренатою Литвиновою улюблений муратовський мотив рими (реплік, поглядів, ходи; смертей і народжень, вбивць і жертв, трагедій і фарсів; доль, сюжетів), вона в своїй надприродній органічності абсолютно дорівнює партнерці з її настільки ж надприродною «зробленістю» образу . 
 Кінокритик Зара Абдуллаєва у своїй книзі «Кіра Муратова: Искусство кино» говорячи про «муратовських артистів», чиї ролі «часто замішані на контрастних засадах», дає таку характеристику: 
 <…> гротескна і зворушлива Олександра Свенська («Астенічний синдром», «Захоплення»), завучиха з могутніми формами феллінівської Сарагіни, з щемливою мелодією труби феллінівської Джельсоміни <…>

## Фільмографія
1. 1987 — Легка робота (короткометражний)
2. 1989 — Астенічний синдром
3. 1989 — Фанат
4. 1991 — Увага, відьми
5. 1991 — Дорога в Парадиз
6. 1991 — Посмішка
7. 1992 — Павутина
8. 1992 — Прокинутись у Шанхаї
9. 1992 — Дитина до листопада
10. 1992 — Фанданґо для мавпи
11. 1992 — Чутливий міліціонер
12. 1993 — Наліт
13. 1993 — Бджілка
14. 1994 — Анекдотіада, або Історія Одеси в анекдотах
15. 1994 — Зефір в шоколаді
16. 1994 — Мсьє Робіна
17. 1994 — Поїзд до Brooklina
18. 1994 — Захоплення
19. 1996 — Роки та фільми
20. 1996 — Щоб на вас напали гроші
21. 1997 — Три історії (новела «Офелія»)
22. 2006 — Лялька (короткометражний)
23. 2007 — Два в одному — театральна реквізиторка